# ID：INVADED
ID：INVADED(I⊃:INVΛ⊃≡⊃, イド：インヴェイデッド, 이드:인베이디드)는 NAZ가 제작하고 아오키 에이가 감독하고 마이조 오타로가 각본을 맡은 일본 애니메이션 TV 시리즈이다. 2020년 1월부터 3월까지 방영되었다. 코다마 유우키의 만화 속편이 가도카와 쇼텐의 청년 만화 잡지 영 에이스에 2019년 10월부터 2020년 11월까지 연재되었다.

## 시놉시스
이 이야기는 현재 감옥에 있는 유명한 형사 나리히사고가 다양한 연쇄 살인범의 이드 우물에 잠수하는 임무를 맡은 수사를 따르다. 사건이 일어나기 2년 전, 나리히사고의 딸 무쿠가 연쇄살인범에게 잔인하게 살해당했고, 이로 인해 나리히사고의 아내가 자살했다. 이러한 죽음으로 인해 그는 살인자를 추적하고 살해하여 징역형을 선고 받았다. 그는 여전히 아내와 딸의 죽음으로 인해 우울하고 괴로워하지만 이를 동기로 삼아 자신의 일을 진지하게 받아들이고 연쇄 살인범을 막는 데 도움을 준다. 그러나 가족의 죽음으로 인해 그는 모든 연쇄 살인범에 대해 원한을 품고 있으며 때로는 통제할 수 없는 살인 충동으로 나타난다. 그러나 그럼에도 불구하고 나리히사고의 동료들 대다수는 그의 작업에 큰 존경심을 갖고 있는 것으로 나타났다. 신입 현장 분석가인 혼도마치는 연쇄 살인범 사건으로 죽음을 맞이한 후 시리즈의 중요한 캐릭터가 된다.
사건은 조사관이 살인자의 무의식을 활용하고 정신의 파편화된 부분을 볼 수 있는 힘을 가진 세계에서 발생한다. 이것은 살인자의 희생자, 범죄 현장 및 동기에 관한 단서를 수집하기 위해 디지털 방식으로 입력할 수 있는 정신 평면인 "이드 우물"이라고 한다. 이드 우물을 통과할 때 그들의 광경과 행동은 조사관이 실시간으로 분석할 수 있도록 현실 세계의 디지털 투영으로 나타난다. 사람의 무의식적인 생각은 정리되는 경우가 거의 없기 때문에 사람과 장소를 포함한 이드 내의 모든 것은 분열되거나 상징적인 상태로 나타나며 이드를 잘 조사하는 사람에 의해서만 일시적으로 정리될 수 있다. 또한 이드 우물에는 피해자나 다른 살인자만 들어갈 수 있다. 이드 우물에서는 다치거나 죽을 수 있지만, 우물 여행자는 간단히 제거하고 우물에 다시 주입할 수 있지만, 거기에 있던 이전 기억은 모두 사라진다.
현장 분석가는 사람의 살인 의도에서 나오는 섬세한 "인지 입자"를 감지하고 수집하는 일종의 휴대용 레이더 총인 "와쿠무수비"라는 도구를 사용하여 우물 조사관을 지원한다. 스캐너는 특정 범죄자의 살해 의도를 수집하고 해당 정보를 ID에 추가하도록 프로그래밍할 수 있다. 이는 보다 철저한 조사를 위해 살인자의 우물을 구체화하는 데 도움이 된다. 또한, 이드 우물에서 만난 희생자들의 기억은 환경에 중요한 정보를 추가할 수도 있다.

## 같이 보기
- 하마토라
- PSYCHO-PASS